# Molly McCann
Molly McCann (Liverpool, Inglaterra, 4 de mayo de 1990) es una artista marcial mixta británica que compite en la división de peso mosca de Ultimate Fighting Championship.

## Primeros años
Nació en Liverpool el 4 de mayo de 1990. Su padre estaba ausente y su madre tenía problemas de abuso de sustancias, por lo que fue criada parcialmente por su tía. Creció en la zona de Norris Green de Liverpool con dos hermanas. Inicialmente se entrenó en karate, kickboxing y boxeo tailandés antes de empezar a boxear alrededor de los 12 años. Luego jugó al fútbol durante cinco años antes de empezar a entrenar MMA en 2013. Se graduó en la Universidad John Moores con una licenciatura en desarrollo deportivo y educación física.

## Carrera de artes marciales mixtas

### Carrera temprana
Luchó la mayor parte de su carrera de MMA en Liverpool. En sus primeros años como luchadora, se mantenía trabajando en Subway, lo que le valió el apodo de "Meatball Molly". Luchó para la promoción de MMA Shock N' Awe, donde ganó el vacante Campeonato Femenino de Peso Mosca de Shock N' Awe y también lo defendió una vez. También ganó el campeonato vacante de peso mosca femenino de Cage Warriors Fighting Championship en 2018 contra Bryony Tyrell. Tras competir en el circuito regional, acumuló un récord de 7-1 antes de firmar con la UFC.

### Ultimate Fighting Championship
Debutó en la UFC contra Gillian Robertson el 27 de mayo de 2018 en UFC Fight Night: Thompson vs. Till. En el pesaje, pesó 127 libras, una sola libra por encima del límite de peso mosca de 126. Se le impuso una multa del 20% de su bolsa, que fue a parar a Robertson. Perdió el combate por un sumisión en el segundo asalto.
Se enfrentó a Priscila Cachoeira el 15 de marzo de 2019 en UFC Fight Night: Till vs. Masvidal. Ganó el combate por decisión unánime.
Se enfrentó a Ariane Lipski el 22 de junio de 2019 en UFC Fight Night: Moicano vs. Korean Zombie. Ganó el combate por decisión unánime. Poco después del combate, McCann firmó un nuevo contrato de cuatro combates con la UFC.
Se enfrentó a Diana Belbiţă el 18 de octubre de 2019 en UFC on ESPN: Reyes vs. Weidman. Ganó el combate por decisión unánime.
Se esperaba que se enfrentara a Ashlee Evans-Smith el 21 de marzo de 2020 en UFC Fight Night: Woodley vs. Edwards. Debido a la pandemia de COVID-19, el evento fue finalmente pospuesto. En su lugar, se enfrentó a Taila Santos el 16 de julio de 2020 en UFC on ESPN: Kattar vs. Ige. Perdió el combate por decisión unánime.
Se enfrentó a Lara Procópio el 6 de febrero de 2021 en UFC Fight Night: Overeem vs. Volkov. Perdió el combate por decisión unánime.
Se enfrentó a Ji Yeon Kim el 4 de septiembre de 2021 en UFC Fight Night: Brunson vs. Till. Ganó el combate por decisión unánime. Este combate le valió el premio a la Pelea de la Noche.
Se enfrentó a Luana Carolina el 19 de marzo de 2022 en UFC Fight Night: Volkov vs. Aspinall. Ganó el combate por KO en el tercer asalto. Esta victoria le valió el premio a la Actuación de la Noche.
Se enfrentó a Hannah Goldy el 23 de julio de 2022 en UFC Fight Night: Blaydes vs. Aspinall. Ganó el combate por TKO en el primer asalto. Esta victoria le valió el premio a la Actuación de la Noche.
Se enfrentó a Erin Blanchfield el 12 de noviembre de 2022 en UFC 281. Perdió el combate por sumisión en el primer asalto. Durante el combate, McCann sólo asestó 7 golpes, frente a los 93 de Blanchfield.
Se enfrentó a Julija Stoliarenko el 22 de julio de 2023 en UFC Fight Night: Aspinall vs. Tybura. Perdió el combate por sumisión en el primer asalto.

## Vida personal
Luchó con su sexualidad en su juventud. Salió a la luz públicamente como lesbiana a los 25 años después de afirmar: "Huí absolutamente de ello hasta que las ruedas se cayeron, hasta que no pude correr más".
Es amiga íntima del también artista marcial mixto de Liverpool Paddy Pimblett y fanática del Everton F. C. Se describe a sí misma como socialista y "laborista". Es una opositora del Partido Conservador, debido a su opinión de que tuvieron un efecto negativo en Liverpool y en la clase trabajadora en general, y el 23 de julio de 2022, lideró a la multitud en el O2 Arena en un cántico de "que se jodan los tories".
Es prima de Katie Taylor. Tres de sus abuelos son irlandeses.

## Campeonatos y logros

### Artes marciales mixtas
- Ultimate Fighting Championship
  - Pelea de la Noche (una vez) vs. Ji Yeon Kim[30]
  - Actuación de la Noche (tres veces) vs. Luana Carolina Hannah Goldy y Diana Belbiţă [33][36]
- Cage Warriors Fighting Championship
  - Campeonato Femenino de Peso Mosca de Cage Warriors Fighting Championship (una vez)[10]
- MMA Junkie
  - KO del mes de marzo de 2022 vs. Luana Carolina[46]

## Récord en artes marciales mixtas
| Resultado | Récord | Oponente               | Método                                         | Evento                                     | Fecha                   | Ronda | Tiempo | Localización                 | Notas                                                                            |
| --------- | ------ | ---------------------- | ---------------------------------------------- | ------------------------------------------ | ----------------------- | ----- | ------ | ---------------------------- | -------------------------------------------------------------------------------- |
| Victoria  | 14-6   | Diana Belbiţă          | Sumision (armbar)                              | UFC Fight Night: Dolidze vs. Imavov        | 3 de febrero de 2024    | 1     | 4:59   | Las Vegas, Nevada            | Debut en peso paja. Actuación de la noche.                                       |
| Derrota   | 13-6   | Julija Stoliarenko     | Sumisión (barra de brazo)                      | UFC Fight Night: Aspinall vs. Tybura       | 22 de julio de 2023     | 1     | 1:55   | Londres                      |                                                                                  |
| Derrota   | 13-5   | Erin Blanchfield       | Sumisión (kimura)                              | UFC 281                                    | 12 de noviembre de 2022 | 1     | 3:37   | Nueva York                   |                                                                                  |
| Victoria  | 13-4   | Hannah Goldy           | TKO (codazo giratorio trasero y puñetazos)     | UFC Fight Night: Blaydes vs. Aspinall      | 23 de julio de 2022     | 1     | 3:52   | Londres                      | Actuación de la Noche.                                                           |
| Victoria  | 12-4   | Luana Carolina         | KO (codazo giratorio)                          | UFC Fight Night: Volkov vs. Aspinall       | 19 de marzo de 2022     | 3     | 1:52   | Londres                      | Actuación de la Noche.                                                           |
| Victoria  | 11-4   | Ji Yeon Kim            | Decisión (unánime)                             | UFC Fight Night: Brunson vs. Till          | 4 de septiembre de 2021 | 3     | 5:00   | Las Vegas, Nevada            | Pelea de la Noche.                                                               |
| Derrota   | 10-4   | Lara Procópio          | Decisión (unánime)                             | UFC Fight Night: Overeem vs. Volkov        | 6 de febrero de 2021    | 3     | 5:00   | Las Vegas, Nevada            |                                                                                  |
| Derrota   | 10-3   | Taila Santos           | Decisión (unánime)                             | UFC on ESPN: Kattar vs. Ige                | 16 de julio de 2020     | 3     | 5:00   | Abu Dhabi                    |                                                                                  |
| Victoria  | 10-2   | Diana Belbiţă          | Decisión (unánime)                             | UFC on ESPN: Reyes vs. Weidman             | 18 de octubre de 2019   | 3     | 5:00   | Boston, Massachusetts        | A Belbiţă se le descontó un punto en el segundo asalto por agarrarse a la jaula. |
| Victoria  | 9-2    | Ariane Lipski          | Decisión (unánime)                             | UFC Fight Night: Moicano vs. Korean Zombie | 22 de junio de 2019     | 3     | 5:00   | Greenville, Carolina del Sur |                                                                                  |
| Victoria  | 8-2    | Priscila Cachoeira     | Decisión (unánime)                             | UFC Fight Night: Till vs. Masvidal         | 16 de marzo de 2019     | 3     | 5:00   | Londres                      |                                                                                  |
| Derrota   | 7-2    | Gillian Robertson      | Sumisión técnica (estrangulamiento por detrás) | UFC Fight Night: Thompson vs. Till         | 27 de mayo de 2018      | 2     | 2:05   | Liverpool                    | Combate de peso acordado (127 libras); McCann no cumplió con el peso.            |
| Victoria  | 7-1    | Bryony Tyrell          | TKO (puñetazos)                                | Cage Warriors 90                           | 24 de febrero de 2018   | 2     | 1:32   | Liverpool                    | Ganó el vacante Campeonato Femenino de Peso Mosca de Cage Warriors.              |
| Victoria  | 6-1    | Priscila de Souza      | Decisión (unánime)                             | Cage Warriors Fighting Championship 88     | 28 de octubre de 2017   | 3     | 5:00   | Liverpool                    |                                                                                  |
| Victoria  | 5-1    | Lacey Schuckman        | Decisión (unánime)                             | Cage Warriors Fighting Championship 82     | 1 de abril de 2017      | 3     | 5:00   | Liverpool                    |                                                                                  |
| Victoria  | 4-1    | Anjela Pink            | TKO (rodillazos al cuerpo y puñetazos)         | Shinobi War 9                              | 26 de noviembre de 2016 | 1     | 0:50   | Liverpool                    |                                                                                  |
| Victoria  | 3-1    | Macicilia Benkhettache | TKO (puñetazos)                                | Shock N' Awe 23                            | 1 de octubre de 2016    | 2     | 1:15   | Portsmouth                   | Defendió el Campeonato Femenino de Peso Mosca de la SNA.                         |
| Victoria  | 2-1    | Valérie Domergue       | Decisión (dividida)                            | Shock N' Awe 22                            | 1 de abril de 2016      | 3     | 5:00   | Portsmouth                   | Ganó el vacante Campeonato Femenino de Peso Mosca de la SNA.                     |
| Derrota   | 1-1    | Vanessa Melo           | Decisión (unánime)                             | XFC International 12                       | 28 de noviembre de 2015 | 3     | 5:00   | São Paulo                    | Debut en el peso mosca.                                                          |
| Victoria  | 1-0    | Katy Horlick           | TKO (puñetazos)                                | Shock N' Awe 20                            | 30 de mayo de 2015      | 1     | 3:12   | Portsmouth                   | Combate de peso acordado (132 libras).                                           |